# Недзельський Андрій Степанович
Андрій Степанович Недзельський (Нєдєля або Андрій Львівський; нар. 1 березня 1973, Старий Самбір, Львівська область) — впливовий український кримінальний авторитет, злодій у законі (хоча на момент отримання «титулу» не відбував термін покарання у місцях позбавлення волі, що суперечить «старим поняттям», пізніше позбавлений цього звання). Мав широкі зв'язки серед слов'янських та кавказьких злодіїв з клану Діда Хасана, був «смотрящим» за Україною та Києвом, а також утримувачем українського злодійського «общака».

## Біографія

### В орбіті Мамеда та Дато
Андрій Недзельський народився 1 березня 1973 року у райцентрі Старий Самбір Львівської області, якийсь час торгував старими автомобілями, у середині 1990-х років переїхав до Києва, де розпочалася його кримінальна кар'єра. Нєдєлю підозрювали у вбивстві бізнесмена Ігоря Кульчицького, розстріляного у Львові 17 липня 2008 року. У 2010 році Нєдєля був оголошений у міжнародний розшук за підозрою у вбивстві кримінального авторитета Олександра Семенова (Кацапа), убитого у Києві у 2009 році. Незабаром його затримали в Іспанії та екстрадували в Україну, проте завдяки широким корумпованим зв'язкам звинувачення у вбивстві з Недзельського було знято. Входив до найближчого оточення впливового злодія у законі Сергія Мамедова (Мамеда), який помер у листопаді 2011 року від раку шлунка.
Після смерті Мамеда розпочалася боротьба за український общак, який він контролював. З одного боку на нього претендували кавказці — злодії у законі Серго Глонті (Гуга), Рамаз Цікорідзе (Рамаз Кутаїський) та Бахиш Алієв (Ваха), яких підтримав найстаріший одеський законник Валерій Шеремет (Шарік). Їм протистояв злодій у законі Сергій Лисенко (Льора Сумський), якого підтримали росіяни Анатолій Якунін (Сенька Самарський), Юрій Пічугін (Пічуга) та Василій Христофоров (Воскрес), близькі до слов'янського крила злодійського клану, підконтрольного Аслану Усояну (Діду Хасану).
У травні 2012 року Недзельський був поставлений «смотрящим» по Києву. На «сходці» були присутні троє злодіїв у законі — росіянин Юрій Пічугін (Пічуга) та українці Сергій Лисенко (Льора Сумський) та Олексій Сальніков (Льоша Краснодонський), затримані співробітниками міліції. 28 жовтня 2012 року Нєдєля був «коронований» у Греції («злодійський підхід» або рекомендацію йому зробив впливовий кутаїський злодій у законі Давид Себіскверадзе на прізвисько Дато Кутаїський або Варламич).

### Конфлікт із кутаїсцями
Взимку 2016 року Нєдєля спробував «коронувати» свого ставленика, луганського авторитета Миколу Бабичева (Ашота), що призвело до охолодження стосунків з Льорою Сумським. Також Нєдєля поширював через авторитета Діму Донецького свій вплив на українські колонії, що остаточно розсварило його із Сумським, який вважав місця ув'язнення виключно своєю вотчиною. У травні 2017 року в Одесі було затримано Серго Глонті (Гуга), який звинуватив у своєму арешті Нєдєлю. Крім того, до літа 2017 року Нєдєля посварився з дніпропетровським злодієм у законі Сергієм Олійником (Умкою), який відмовився вносити гроші до київського «общака», підконтрольного Нєдєлі.
Станом на 2017 рік Нєдєля контролював кримінальний світ Західної та Центральної України, а також так званий центральний чи київський «общак». До сфери його інтересів входило кришування тіньового спиртового бізнесу та незаконного видобутку бурштину в Рівненській області. Крім того, люди Нєдєлі курирували канали контрабанди та перевезення нелегалів через західний кордон України. Нєдєля втратив підтримку українських злодіїв у законі Сумського та Умки, при цьому він змагався з грузинськими злодіями у законі, які контролювали Східну та Південну Україну. До противників Нєдєлі входили кримінальні авторитети Алеко Накрелешвілі (Нарік), Гія Хмелідзе (Хмело), Гія Лобжанідзе (Куцу), Лаша Джачвліані (Лаша Сван), Серго Глонті (Гуга) і Нодар Асоян (Нодар Руставський).
У червні 2017 року в Греції відбулася злодійська «сходка», на якій грузинські злодії на чолі з Дато Кутаїським та Гайозом Звіададзе (Гія Кутаїський) призупинили статус Нєдєлі як «злодія в законі» (сам Нєдєля цю зустріч проігнорував). За однією версією, Нєдєля відмовив Себіскверадзе, що звільнився з грецької в'язниці, у фінансовій допомозі. За іншою версією, кілька грузинських злодіїв звинуватили Нєдєлю у зв'язках із українськими силовиками. Через кілька днів Недзельського заарештували в Ніцці під час оформлення угоди з придбання нерухомості. Французькі поліцейські звинуватили його у пред'явленні фальшивого угорського паспорта. За однією з версій, таким чином Нєдєля намагався уникнути виклику на нову кримінальну сходку.
Станом на 2018 рік Нєдєля винаймав офіс у київському бізнес-центрі «Парус», де приймав охочих зустрітися з ним.

### Розкоронація
12 жовтня 2019 року в київському готелі Fairmont Grand на весіллі доньки кримінального авторитета Олега Крапівіна (Олега Бакинського) кілька законників побили Нєдєлю, викинули його на вулицю та позбавили звання «злодія в законі». На розгляді були присутні злодії Сергій Олійник (Умка), Давид Озманов (Дато Краснодарський) та Нодар Асоян (Нодар Руставський), а також кримський авторитет Юрій Єриняк (Молдаван).

### Розшук та затримання
Навесні 2020 року Андрію Недзельському заочно повідомили про підозру у скоєнні умисного вбивства та оголосили у міжнародний розшук. За версією слідства, у 2009 році Нєдєля особисто розстріляв бізнес-партнера Олександра Семенова на прізвисько «Кацап». 7 липня 2021 року під час проходження Недзельським митного контролю в аеропорту Софії його затримали болгарські поліцейські за пред'явлення фальшивих документів. 22 липня 2021 року Апеляційний суд Софії відпустив Недзельського під заставу.